# 占域
在生态学中，占域是指一个区域被目标物种占据的概率。占域研究可以了解某个物种占据研究区域的比例、空间分布, 以及环境因素的影响。典型的占域研究包括确定整体样本、选择样本单元、基于样本单元开展调查并作出结论。